# Kanton Fribourg
Kanton Fribourg er en kanton i Schweiz. Hovedstaden hedder Fribourg ligesom kantonen.  Mod nord og øst grænser kantonen Fribourg til Bern, mod syd og vest til Vaud. Mod nordvest grænser kantonen til søen Lac de Neuchâtel. På den anden side af søen ligger Neuchâtel.
Fribourg har tre eksklaver i Vaud og én i Bern, mens Bern har to enklaver i Fribourg.
- Wikimedia Commons har flere filer relateret til Kanton Fribourg

46°43′N 7°05′Ø / 46.72°N 7.08°Ø